# Yolanda Díaz
Yolanda Díaz Pérez (Fene, A Coruña tartomány, 1971. május 6. –) spanyol jogász, baloldali politikus, munkaügyi miniszter (2020 óta).

## Életpályája
Az észak-spanyolországi Galiciában lévő Fene településen született 1971-ben. Apja, Suso Díaz a Franco-rendszer idején illegalitásban működött Spanyol Kommunista Párt (PCE) tagjaként a diktatúra börtönét is megjárta. Középiskolai tanulmányai végeztével előbb elvégezte a jogi egyetemet, majd munkaügyből és humánerőforrás-menedzsmentből is diplomázott. Miután ügyvédbojtári éveit letudta, saját irodát nyitott Ferrolban, és elsősorban munkajogi ügyeket vitt. Mindezzel párhuzamosan a PCE, majd a kommunistákat is magába foglaló Egyesült Baloldal (IU) tagjaként mindinkább belefolyt a politikába.
Először 2003-ban, majd másodszor 2007-ben beválasztották helyi tanácsba, mint tanácsnok, egy rövid ideig pedig alpolgármesterként is dolgozott. 2012-ben bekerült a galiciai parlamentbe, a 2015-ös általános választásokat követően pedig a spanyol törvényhozás alsóházába (2016). 2019 októberében kilépett az IU-ból, és az Unidas Podemos (Együtt Képesek Vagyunk Rá) nevű baloldali pártszövetség színeiben újraindult a parlamenti választáson.
A választást követően, 2020. január 13-án baloldali koalíciós kormány alakult Pedro Sánchez vezetésével, melyben megkapta a munkaügyi és szociális miniszteri tárcát, majd 2021 márciusában a kormányfő – azt követően, hogy helyettese, Pablo Iglesias távozott a kabinetből – átalakította kormányát, és a miniszterelnök harmadik helyettesévé lépett elő.